# سيلفستر كلارك
سيلفستر كلارك (11 ديسمبر 1954 في باربادوس - 4 ديسمبر 1999 في باربادوس) (بالإنجليزية: Sylvester Clarke) هو لاعب كريكت باربادوسي. شارك مع منتخب الهند الغربية للكريكت ومنتخب باربادوس الوطني للكريكت. أما مع النوادي، فقد لعب مع نادي مقاطعة سري للكريكت ‏ وFree State (cricket team) ‏ وGauteng (cricket team) ‏ ونادي الشماليين للكريكت ‏.

## وصلات خارجية
- سيلفستر كلارك على موقع إي آس بي آن كريك إنفو (الإنجليزية)